# Hasznossági függvény

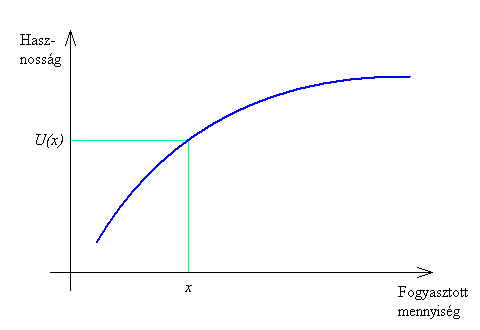
Konkáv egyváltozós hasznossági függvény

A hasznossági függvény a közgazdaságtan számos területén, különösen a mikroökonómiai fogyasztáselméletben gyakran használatos függvénytípus. Célja, hogy a gazdaság egy szereplőjének – vagy bizonyos esetekben a társadalom egészének – meghatározott javakhoz kapcsolódó preferenciáit matematikai eszközökkel modellezze.
A függvény változóinak száma megegyezik a vizsgált javak számával. Egy n változós hasznossági függvény általános alakban így írható fel:
{\displaystyle U(x_{1},x_{2},...,x_{n})\,}
Többnyire feltesszük, hogy a változók értékei a nemnegatív valós számok halmazának elemei, a függvényérték viszont bármilyen – akár negatív – valós szám lehet.

## Általános feltevések
A hasznossági függvénytől minden esetben azt várjuk el, hogy – kicsit „pongyolán” fogalmazva – minél nagyobb a szóban forgó személy vagy a társadalom hasznossága, értéke annál nagyobb legyen, és fordítva: kisebb hasznossághoz kisebb U érték tartozzon; közömbös, „azonos hasznosságú” jószágkombinációkhoz tartozó függvényérték pedig legyen azonos. Mindezeket a következőképpen fogalmazhatjuk meg matematikailag:  {\displaystyle U(x_{1},x_{2},...,x_{n})\geq U(y_{1},y_{2},...,y_{n})\,} akkor és csak akkor, ha az {\displaystyle (x_{1},x_{2},...,x_{n})\,} jószágkombináció gyengén preferált {\displaystyle (y_{1},y_{2},...,y_{n})\,}-nel szemben ({\displaystyle \mathbf {x} \succeq \mathbf {y} }).
A függvény létezéséhez szükséges feltétel még, hogy a vizsgált személy vagy csoport preferenciái racionálisak (vagyis teljesek és tranzitívak) legyenek. Ha ezek a preferenciák folytonosak is, akkor már egészen biztosan létezik az adott preferenciarendszert reprezentáló hasznossági függvény, amely ráadásul maga is folytonos.

## Speciális feltevések
Gyakori eset, hogy a hasznossági függvényekre vonatkozóan további feltevéseket fogalmazunk meg. Ezek a következők lehetnek:
- Differenciálhatóság: a hasznossági függvénynek létezik első- és másodrendű parciális deriváltja minden változója szerint.
- Monotonitás (pontosabban monoton növekedés): a hasznossági függvény bármely változója szerinti elsőrendű parciális deriváltja nagyobb, mint 0. (Ez szűkebb értelemben a szigorú monotonitás definíciója; úgynevezett gyenge monotonitásnál a 0-t is megengedjük.) Ez tulajdonképpen azt jelenti, hogy az összes általunk vizsgált jószág hasznos jószág: ha többet fogyasztunk belőlük, az nagyobb hasznosságot eredményez.
- Konkavitás: a hasznossági függvény bármely változója szerinti másodrendű parciális deriváltja negatív (gyenge konkavitásnál a 0-t is megengedjük). Közgazdasági szempontból ezt a feltevést úgy értelmezhetjük, hogy a vizsgált személy(ek) az átlagot részesíti(k) előnyben a szélsőséggel szemben. (Például 1 almát és 1 csokoládét szívesebben fogyasztanak, mint csak 2 almát, vagy csak 2 csokit.)
- Kvázikonkavitás: a hasznossági függvény bármely jószágkombinációhoz tartozó felső szinthalmaza konvex. Ez tulajdonképpen ugyanolyan hasznos tulajdonság, mint a konkavitás (a haszonossági függvény szélsőértékeinek megkeresését segíti), ráadásul sok olyan esetben is teljesül, amikor a konkavitás nem.

## Kardinális és ordinális hasznossági függvény
A hasznossági függvénnyel kapcsolatos általános feltevések csak a különböző jószágkombinációkhoz tartozó U értékek egymáshoz való viszonyát szabályozzák; maguk a konkrét függvényértékek nem feltétlenül bírnak jelentőséggel. Ha mégis, akkor a hasznossági függvényt kardinálisnak nevezzük: ez főként akkor fordul elő, ha a függvény lehetséges értékei pénzösszegeket reprezentálnak, mint például egy vállalat profitfüggvénye esetében.
Más esetekben ordinális hasznossági függvényről beszélhetünk. Ekkor a hasznossági függvénnyel bármely olyan transzformációt elvégezhetünk, amely nem változtat a fenti feltételek teljesülésén (például minden U értéket megszorozhatunk kettővel, vagy vehetjük az ötödik hatványukat); az új hasznossági függvény pedig éppen olyan jól írja le a vizsgált preferenciákat, mint a megelőző.

## A határhaszon
Az i-edik jószág határhaszna a hasznossági függvény i-edik változója szerinti parciális deriváltjával egyenlő. A határhaszon jele az angol marginal utility (határhaszon) kifejezésből eredően MU. Matematikai jelölésekkel:
Pontatlanul, de szemléletesen fogalmazva a határhaszon azt mutatja meg, hogy mennyivel változik meg a hasznosság, ha az egyik jószág mennyiségét egy egységgel növeljük.
A határhaszon alapvető fontosságú fogalom a mikroökonómiában: ez határozza ugyanis meg azt a maximális pénzértéket, amit a fogyasztó a vizsgált jószág egy pótlólagos egységéért még hajlandó megfizetni. A jószág keresleti görbéje – a pénz határhasznát állandónak feltételezve – valójában a különböző mennyiségekhez tartozó határhasznok görbéje. (Egészen pontosan: a határhaszon egy konstans taggal van megszorozva.) Erre a lényeges összefüggésre a neoklasszikus közgazdaságtan képviselői jöttek rá elsőként a 19. század végén.
Ha elfogadjuk a hasznossági függvény konkavitására vonatkozó speciális feltevést, az egyben azt is eredményezi, hogy a vizsgált javak határhaszna a fogyasztott mennyiség csökkenő függvénye lesz. Ez a megállapítás Gossen I. törvényeként is ismert.

## Kétváltozós hasznossági függvények

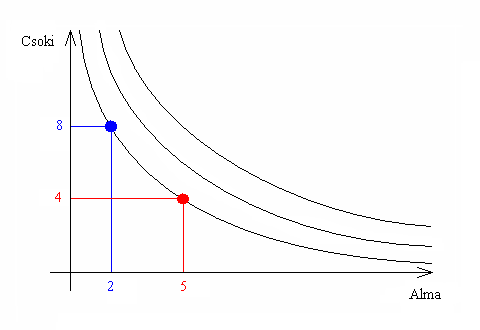
Példa közömbösségi görbékre

Az egyszerűbb közgazdasági modellekben nagyon gyakori a mindössze két változóval rendelkező hasznossági függvények használata. Ebben az esetben több speciális fogalom vezethető be, mint például:
- Közömbösségi görbék: a hasznossági függvény szintvonalai. Minden egyes közömbösségi görbéhez egy konkrét U érték tartozik. Ha a lehetséges (x1, x2) jószágkombinációkat egy derékszögű koordináta-rendszer első síknegyedében, az úgynevezett jószágtérben ábrázoljuk, a közömbösségi görbék azokat a jószágkombinációkat foglalják magukba, amelyekhez tartozó hasznosság azonos, vagyis amely jószágkombinációk egymással közömbösek.
- Helyettesítési határarány (MRS): a közömbösségi görbék meredeksége. A helyettesítési határarány a két jószág közötti átválthatóság mutatószáma: megmutatja, hogy az egyikük mennyiségének egységnyi növelését a másik jószág mennyiségének mekkora csökkentése, illetve – ritkábban – növelése kell hogy ellensúlyozza, ha azt akarjuk, hogy U értéke ne változzon.
- Helyettesítési rugalmasság (σ): a közömbösségi görbék „görbültségét” jellemzi. Azt mutatja meg, hogy hány százalékkal kell megváltoztatnunk a két jószág mennyiségének arányát ahhoz, hogy a hasznossági szint változatlansága mellett az MRS értéke 1%-kal növekedjen.

Ezek a fogalmak végső soron kettőnél több változós hasznossági függvényre is alkalmazhatók, ha kettő kivételével az összes változó értékét rögzítettük.